# Casa al carrer Bernat Vilar, 19 (Olot)
La casa al carrer Bernat Vilar, 19 d'Olot (Garrotxa) és una obra noucentista inclosa a l'Inventari del Patrimoni Arquitectònic de Catalunya.

## Descripció
La casa és de planta irregular seguint la forma del xamfrà, entre la plaça Balmes i el carrer Bernat Vilar, amb un cos afegit recentment per a local comercial. Les teulades són a quatre aigües amb els voladissos sostinguts per bigues de fusta i pinacles als careners en forma de boles de terracota. Disposa de planta baixa, primer pis i golfes, i té una torre a la façana de ponent, de planta quadrada amb un pis més i teulada a quatre aigües. Destaca la decoració de les obertures de la planta baixa, amb volutes i medallons estucats. Al primer pis, les obertures tenen un petit teuladet i hi ha una gran balconada sostinguda per mènsules decorades amb volutes i les baranes amb motius florals. A la façana de ponent, sota la torre, hi ha unes galeries de vidres. Tota la casa, fins i tot la tanca del jardí, està decorada amb rajoles vidriades amb escacats blaus i blancs.

## Història
A finals del segle xix s'urbanitzà el passeig d'en Blay i poc després el Firalet. A principi del segle XX s'edifica en els terrenys compresos entre el Firalet i la carretera de Sant Joan de les Abadesses. La urbanització d'aquesta zona rebrà un gran impuls després de la guerra civil. Es concep com un eixample, amb carrers radio-cèntrics que desemboquen a la plaça Balmes.